# Eastbourne

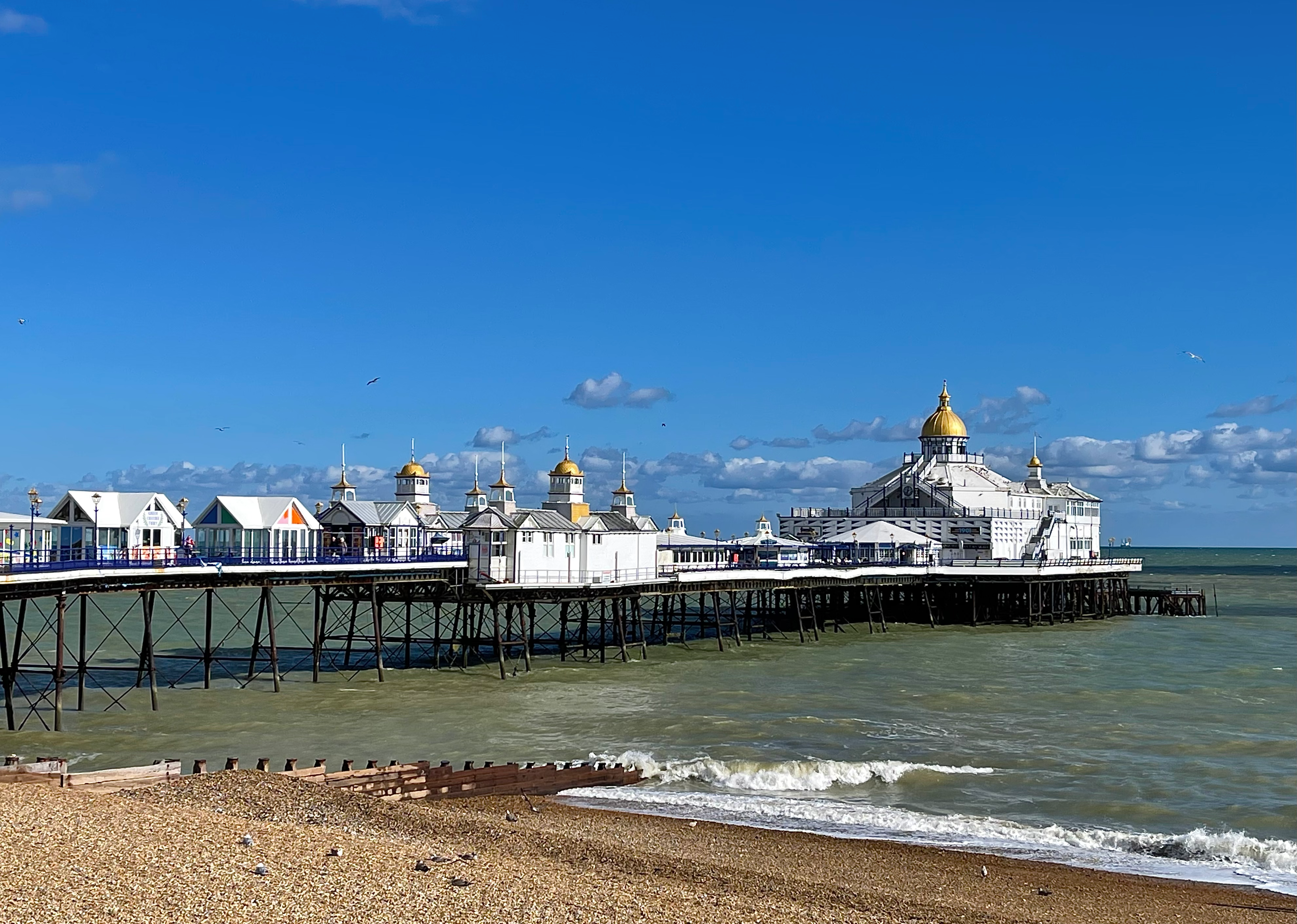

Eastbourne város az Egyesült Királyságban, Dél-Angliában, East Sussexben. Brighton központjától kb. 27 km-re keletre fekszik. Lakossága 99 ezer fő volt 2011-ben.

## Népesség
| Lakosok száma | 93 630 | 99 412 | 101 547 |
|               | 2005   | 2011   | 2014    |

## Nevezetességei
Híres nyaraló- és fürdőhely, mintegy 4 km hosszú stranddal, három golfpályával és rengeteg teniszpályával. Itt rendezik meg minden év júniusában az AEGON International tenisztornát.
A 18. századi Manor House-ban sussexi festészeti gyűjtemény van kiállítva. A 190 m magas Beachy Head nevű szirtfok a tengerpartjának egyik természeti látványossága.